# Плејнс (Вирџинија)
Плејнс (енгл. The Plains) град је у америчкој савезној држави Вирџинија. По попису становништва из 2010. у њему је живело 217 становника.

## Демографија
Према попису становништва из 2010. у граду је живело 217 становника, што је 49 (18,4%) становника мање него 2000. године.
| Група             | 2000.       | 2010.       |
| Белци             | 238 (89,5%) | 181 (83,4%) |
| Афроамериканци    | 27 (10,2%)  | 20 (9,2%)   |
| Азијати           | 0 (0,0%)    | 0 (0,0%)    |
| Хиспаноамериканци | 1 (0,4%)    | 12 (5,5%)   |
| Укупно            | 266         | 217         |